# Гордей Дмитро Федорович
Дмитро Федорович Гордей (нар. 24 вересня 1960, Борівці, Чернівецька область, УРСР) — радянський та український футболіст, півзахисник та нападник, згодом — тренер.

## Кар'єра гравця
У 1979 році розпочав кар'єру футболіста в полтавському «Колосі», який виступав у другій лізі СРСР. Там він грав протягом трьох років і провів понад 60 матчів у складі команди. Сезон 1982 року відіграв у складі київського СКА з Першої ліги, який в підсумку залишив турнір. У 1983 році грав за аматорську «Зірка» з міста Лубни. У наступному році приєднався до чернівецької «Буковини» з Другій лізі, де став гравцем основного складу. Запрошувався Валентином Івановим до складу московського «Торпедо». У 1986 році грав за аматорський «Кристал» з Чорткова. З 1987 року по 1988 рік був гравцем тернопільської «Ниви», з якою ставав срібним призером другої ліги СРСР, проте гравцем основи він не був.
Пізніше знову грав за чортківський «Кристал», дрогобицьку «Галичину» та чернівецьку «Ладу». У 1992 році зіграв в одному матчі Другої ліги України за «Дністер» з міста Заліщики. Продовжив виступи в чернівецькій «Ладі» в аматорському чемпіонаті України. У 1993 році виступав у чемпіонаті Молдови за «Ністру» (Атаки). Потім, після нетривалого виступу за «Ладу», грав у молдовській «Вілії» з Бричан. У сезоні 1993/94 років разом з «Ладою» став срібним призером аматорського чемпіонату України, а з 19 забитими м'ячами став найкращим бомбардиром в своїй групі. Після цього, команда продовжила виступи в Третій лізі України. У 1994 році знову виступав за «Ладу» й «Буковину». Завершив кар'єру футболіста в аматорських черовецьких командах «Меблевик» та «Університет».

## Кар'єра тренера
По закінченню кар'єри футболіста перейшов на роботу дитячого тренера. Був тренером у дитячо-юнацькій школі «Буковини». Там серед його вихованців були Богдан Скібінський, Дмитро Мельничук, Денис Олійник і Руслан Івашко. У 2004 році, разом з Миколою Гафійчуком, привів своїх підопічних до перемоги в першій лізі дитячо-юнацького футбольної ліги України.
У 2012 році був тренером «Ротора» з села Слобода, який виступав в обласному чемпіонаті. Потім, тренував ДЮСШ № 1. У 2017 році разом з командою став переможцем турніру Іванківська весна.
Брав участь іграх ветеранських команд «Грік-Буковина» на меморіалі Віктора Максимчука в 2011 році і в 2012 році на Меморіалі Миколи Гнепи.

## Особисте життя
Сином Дмитра Гордея є колишній футболіст і дитячий тренер Андрій Гордей.

## Досягнення
- Друга ліга
  -  Срібний призер (1): 1987

## Статистика
| Сезон   | Клуб                  | Ліга              | Чемпіонат | Чемпіонат | Кубок | Кубок |
| Сезон   | Клуб                  | Ліга              | Матчі     | Голи      | Матчі | Голи  |
| ------- | --------------------- | ----------------- | --------- | --------- | ----- | ----- |
| 1979    | «Колос» (Польава)     | Друга ліга        | 18        | 2         |       |       |
| 1980    | «Колос» (Польава)     | Друга ліга        | 32        | 4         |       |       |
| 1981    | «Колос» (Польава)     | Друга ліга        | 19        | 6         |       |       |
| 1982    | СКА (Київ)            | Перша ліга        | 16        | 1         |       |       |
| 1984    | Буковина              | Друга ліга        | 31        | 7         |       |       |
| 1985    | Буковина              | Друга ліга        | 38        | 7         |       |       |
| 1987    | «Нива» (Тернопіль)    | Друга ліга        | 5         | 1         |       |       |
| 1988    | «Нива» (Тернопіль)    | Друга ліга        | 8         | 2         | 2     | 0     |
| 1991    | «Галичина» (Дрогобич) | Друга ліга        | 2         | 0         |       |       |
| 1992/93 | «Дністер» (Заліщики)  | Друга ліга        | 1         | 0         |       |       |
| 1992/93 | «Ністру» (Атаки)      | Чемпіонат Молдови | 4         | 2         | ?     | 2     |
| 1993/94 | «Вілія» (Бричани)     | Чемпіонат Молдови | 13        | 4         |       |       |
| 1994/95 | «Лада» (Чернівці)     | Третя ліга        | 9         | 5         | 2     | 2     |
| 1994/95 | Буковина              | Перша ліга        | 10        | 3         |       |       |